# Opera GX
Opera GX – specjalna wersja przeglądarki Opera przeznaczona dla graczy. Została wydana 11 czerwca 2019 na systemy Microsoft Windows i macOS przez Opera Software. Według danych z dnia 20 maja 2020 Opera GX jest używana przez 3 mln użytkowników. Od 20 maja 2021 jest dostępna także w wersji mobilnej.

## Funkcje przeglądarki

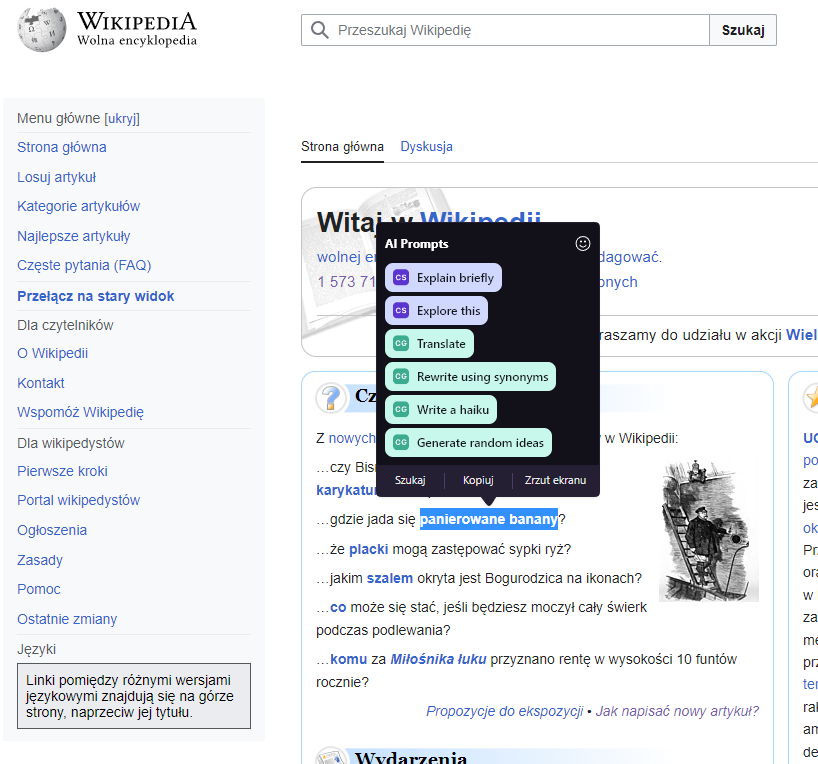
Panel AI Prompts po zaznaczeniu tekstu na stronie Wikipedii

Opera GX posiada standardowe funkcje Opery takie jak wbudowany AdBlock czy VPN, a także funkcje przeznaczone dla graczy. W Operze GX można ustawić opcję ograniczenia zużycia procesora, pamięci RAM i przepustowości łącza. Posiada również funkcje ograniczenia prędkości przesyłania i pobierania oraz nową funkcję GX Cleaner, której można użyć do zwolnienia miejsca i przyspieszenia przeglądarki. Za pomocą My Flow można zsynchronizować wszystkie dane Opery GX z Operą Touch (dostępną tylko na smartfonach i tabletach). Opera GX ma wbudowaną integrację z Twitchem, Discordem, WhatsAppem, Messengerem, Instagramem, czy Twitterem. 22 marca 2023 roku, do Opery i Opery GX dodano narzędzia sztucznej inteligencji. Dzięki tym narzędziom, użytkownicy poprzez zaznaczenie tekstu mają możliwość m.in.  wygenerowania losowych pomysłów opartych o zaznaczoną frazę. Po tej aktualizacji, użytkownicy mają możliwość dodania ChatGPT lub ChatSonic do swojego paska bocznego. Przeglądarka ma również wbudowaną stronę internetową GX Corner na której znajduje się lista nadchodzących wydań gier wraz z innymi bezpłatnymi, a także spersonalizowane wiadomości dla gracza.
Od 22 października 2021 Opera GX posiada wbudowaną grę, zatytułowaną Operius, która nie wymaga połączenia z internetem.  